# Roch (fiume)
Il Rochdale è un fiume che scorre nella Grande Manchester, nell'Inghilterra nord-occidentale, affluente dell'Irwell.

## Percorso
Sorge sul versante occidentale dei monti Pennini occidentali, nell'estremità nord-orientale della Grande Manchester. Scorre quindi in direzione sud-ovest attraversando Littleborough e Rochdale. Dopo aver intersecato l'autostrada M66 lambisce la periferia meridionale di Bury e sfocia in sinistra orografica nell'Irwell.